# Apoctena conditana
Apoctena conditana är en fjärilsart som först beskrevs av Walker 1863c.  Apoctena conditana ingår i släktet Apoctena och familjen vecklare. Inga underarter finns listade i Catalogue of Life.